# Kilotin
Kilotin är det svenska indierockbandet Firesides tredje EP, utgiven 1995 på skivbolaget Startracks (som då hette Startrec).
Året efter utgavs skivan i USA av skivbolaget American Recordings. Skivan pressades både på CD och vinyl och hade en annan låtlista än originalutgåvan.
"Kilotin" och "Not in My Palace" kom senare att inkluderas på gruppens andra studioalbum Do Not Tailgate. "Not in My Palace" fanns också med i kortfilmen En kärleksaffär (2002) och "Kilotin" i långfilmen Uttagningen (2005).

## Låtlista
Alla låtar är skrivna av Fireside.

### Originalversionen
1. "Kilotin"
2. "Cement"
3. "Not in My Palace"
4. "In Place"

### CD, 1996
1. "Kilotin"
2. "Not in My Palace"
3. "Beautiful Tan"

### 7", 1996
1. "Kilotin"
2. "Not in My Palace"

## Medverkande (ej komplett)
- Pelle Gunnerfeldt - producent
- Pelle Henricsson - tekniker, mastering
- Eskil Lövström - assisterande tekniker

### Fotnoter
1. 1 2 3  ”Fantastic Four”. Discogs.com. http://www.discogs.com/Fireside-Fantastic-Four/release/1861228. Läst 21 maj 2012.
2. ↑  ”En kärleksaffär - musikstycken”. Svensk Filmdatabas. Arkiverad från originalet den 4 februari 2014. https://web.archive.org/web/20140204055511/http://www.sfi.se/sv/svensk-filmdatabas/Item/?itemid=48460&type=MOVIE&iv=Music. Läst 19 maj 2012.
3. ↑  ”Uttagningen - musikstycken”. Svensk Filmdatabas. Arkiverad från originalet den 4 februari 2014. https://web.archive.org/web/20140204055505/http://www.sfi.se/sv/svensk-filmdatabas/Item/?itemid=59030&type=MOVIE&iv=Music. Läst 21 maj 2012.